# Catàlisi enzimàtica

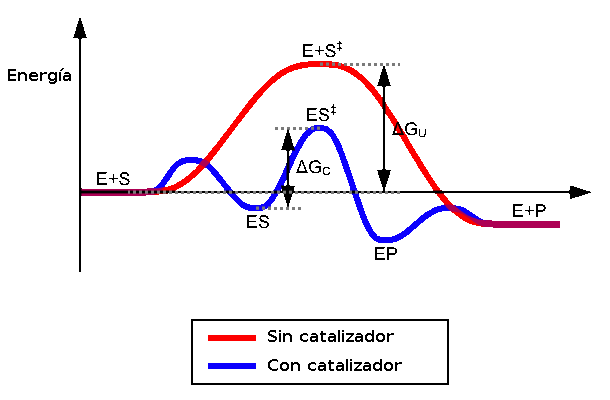
Representació de la variació i les diferències de l'energia lliure de Gibbs entre una reacció no catalitzada per un enzim (a dalt, en vermell) i una altra que sí que ho està (a baix, en blau.

La catàlisi enzimàtica és l'acceleració de la velocitat d'un procés biològic per l'acció d'un catalitzador, que és una molècula biològica —un enzim o un àcid nucleic amb activitat enzimàtica— que afavoreix la reacció de diversos substrats i la seva conversió en producte. Aquest fet està subordinat a les lleis de la catàlisi química convencional. Això vol dir que l'existència d'un enzim no permet l'aparició de noves reaccions ni va en contra de la termodinàmica del procés; simplement n'accelera la velocitat afavorint una ruta de menor cost energètic, incloent a la dinàmica de la reacció un estat intermedi d'alta energia, de manera que augmenti el nombre de molècules actives, capaces de crear i destruir nous enllaços. En la catàlisi enzimàtica, els reactius són en solució en la mateixa fase líquida que l'enzim. Llavors aquest tipus de catàlisi és un cas especial de la catàlisi homogènia. S'utilitza per exemple és en la fermentació de la biomassa per a la producció de biocombustibles o en la saliva per tallar les cadenes de glucosa.

## Model pany i clau

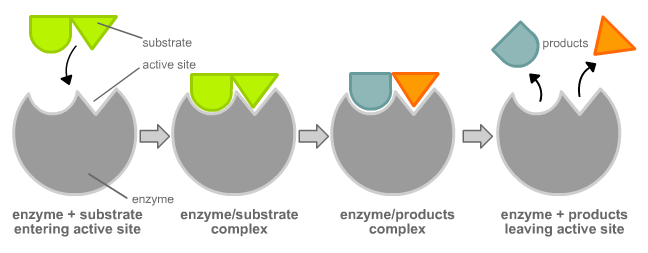
Unió enzim-substrat (Model pany i clau)

Gairebé tots els enzims són proteïnes —excepte els ribozims que són àcids ribonucleics— que catalitzen, és a dir, acceleren la velocitat de les reaccions químiques. En el cas dels humans, els enzims catalitzen les reaccions biològiques que tenen lloc al nostre cos, i que són indispensables per al correcte funcionament del nostre organisme.
Els enzims tenen un centre actiu, on hi ha restes d'aminoàcids amb substituents funcionals per a la catàlisi del substrat, i al qual s'uneix aquest substrat perquè les esmentades reaccions puguin tenir lloc. Aquesta unió ve descrita per dos models: el model de la clau i el pany i el model de l'ajustament induït.

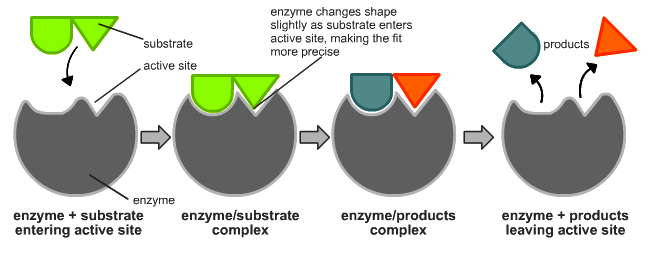
Unió enzim-substrat (Model de l'ajustament induït)

El model de la clau i el pany va ser formulat per Emil Fischer el 1890, la clau seria el substrat i l'enzim el pany, és molt útil per a demostrar l'especificitat dels enzims, però no és sempre correcte. Tot i això, es considera que l'altre model (el de l'acoblament induït), és més encertat, ja que representa molt millor l'estabilització que assoleixen els enzims quan formen el complex enzim-substrat durant l'estat de transició.
La hipòtesi de la clau (el substrat) i el pany (l‘enzim) està caracteritzada principalment perquè la unió entre el substrat i el centre actiu del catalitzador és molt precisa, ja que el centre actiu té una conformació determinada a la qual només es pot unir un tipus determinat de substrat. El problema és que quan aquests es desnaturalitzen, perden la seva conformació cosa que comporta que perdin la seva activitat. D'aquí que el model de la clau i el pany vagi tan bé per a demostrar l'especificitat dels enzims. Per tant, el dèficit d'un enzim pot tenir conseqüències molt greus, ja que com que són tan específics, cap altre enzim pot suplir la seva acció, perquè no encaixa amb el substrat determinat. Aquest fet dona lloc a nombroses malalties, la majoria de les quals són d'origen genètic.

### Procés[4]
1. El substrat circula lliure pel citosol.
2. El substrat reconeix l'enzim al qual s'ha d'unir, que pot estar lliure pel citosol o en diferents compartiments de la cèl·lula.
3. El centre actiu de l'enzim ja té una conformació especial determinada, que permet que el substrat s'uneixi sense necessitat de què hi hagi cap modificació estructural o sense la intervenció de cap altra molècula.
4. Un cop s'han unit l'enzim i el substrat, formen el que s'anomena el complex enzim-substrat, el qual és una estructura temporal, que només té lloc durant l'estat de transició de la reacció catalitzada i al que s'arriba gràcies a l'energia d'activació.
5. A partir d'aquest moment comença la formació dels productes de la reacció. Aquests tenen una conformació diferent a la del substrat.
6. Un cop els productes s'han format, són alliberats del centre actiu per seguir duent a terme la seva activitat.
7. D'aquesta manera, el centre actiu queda alliberat i així, l'enzim pot tornar a unir-se a un altre substrat, cosa que permetrà que augmenti la velocitat de la reacció química.